# 벤저민 휘태커
벤저민 G. 휘태커(영어: Benjamin G. Whittaker, 1997년 6월 6일~)는 잉글랜드의 권투 선수이다. 2020년 하계 올림픽 라이트헤비급에서 은메달을 획득했으며 세계 선수권 대회에서 은메달 1개(2019)를 획득했다.